# 콘서트 영화

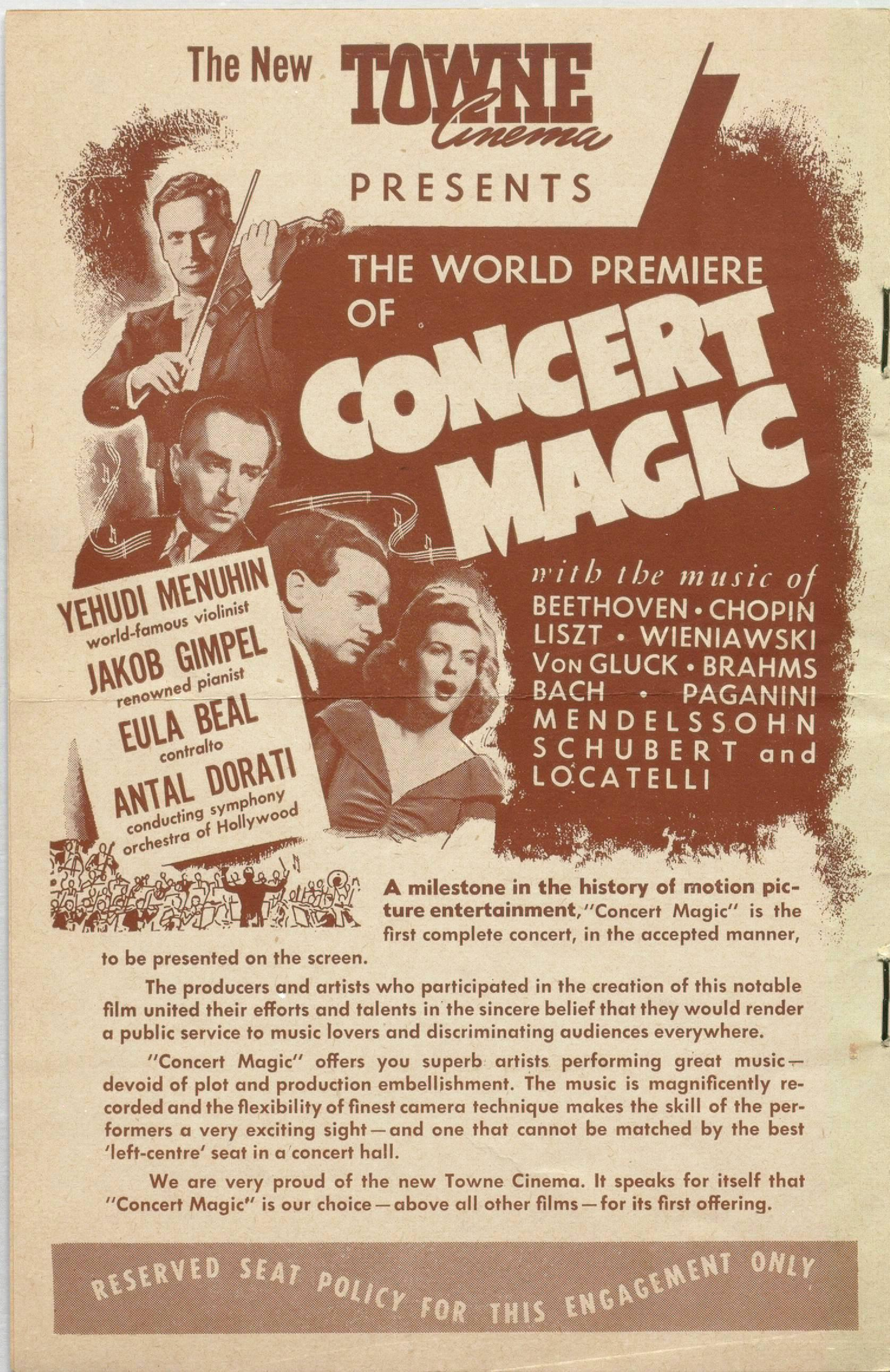
1948년 콘서트 매직 포스터. 캐나다 토론토

콘서트 영화(Concert film)은 다큐멘터리 영화의 일종으로 콘서트에서의 음악가가 연주나 공연하는 것을 보여준다. 전형적으로 제목은 "(~의) 라이브", "(~의) In Concert" 등으로 나타난다.